# Isla McNish
La isla McNish (en inglés: McNish Island) es la mayor de dos islas situadas en el lado este de la bahía Cheapman en el lado sur de la isla San Pedro (Georgia del Sur). Fue examinado por la Encuesta de Georgias del Sur en el período 1951-1957, y nombrado por el Comité Antártico de Lugares Geográficos del Reino Unido (UK-APC) por Harry McNish (1874-1930), carpintero de la Expedición Imperial Transantártica de Sir Ernest Shackleton de 1914 a 1917. El nombre fue cambiado de McNeish Island a McNish Island en 1998 después de la presentación del certificado de nacimiento de Henry McNish al Comité Antártico de Lugares Geográficos del Reino Unido que demostraba la ortografía correcta de su apellido.
La isla es administrada por el Reino Unido como parte del territorio de ultramar de las Islas Georgias del Sur y Sandwich del Sur, pero también es reclamada por la República Argentina que la considera parte del departamento Islas del Atlántico Sur dentro de la provincia de Tierra del Fuego, Antártida e Islas del Atlántico Sur.